# Comuna Senciîți, Zaricine
Senciîți (în ucraineană Сенчиці) este o comună în raionul Zaricine, regiunea Rivne, Ucraina, formată din satele Dubciîți, Prîkladnîkî și Senciîți (reședința).

## Demografie
Componența lingvistică a comunei Senciîți
     Ucraineană (99,54%)
     Alte limbi (0,46%)
Conform recensământului din 2001, majoritatea populației comunei Senciîți era vorbitoare de ucraineană (99,54%), existând în minoritate și vorbitori de alte limbi.